# Biserica „Sfinții Arhangheli Mihail și Gavriil” din Lăpușna
Biserica „Sf. Arhangheli Mihail și Gavriil” este o biserică amplasată în Lăpușna, raionul Hîncești, Republica Moldova. Este un monument arhitectural de importanță națională inclus în Registrul monumentelor Republicii Moldova ocrotite de stat cu nr. 603 (raionul Hîncești). Datează din 1818.